# Pterotaea
Pterotaea är ett släkte av fjärilar. Pterotaea ingår i familjen mätare.

## Bildgalleri

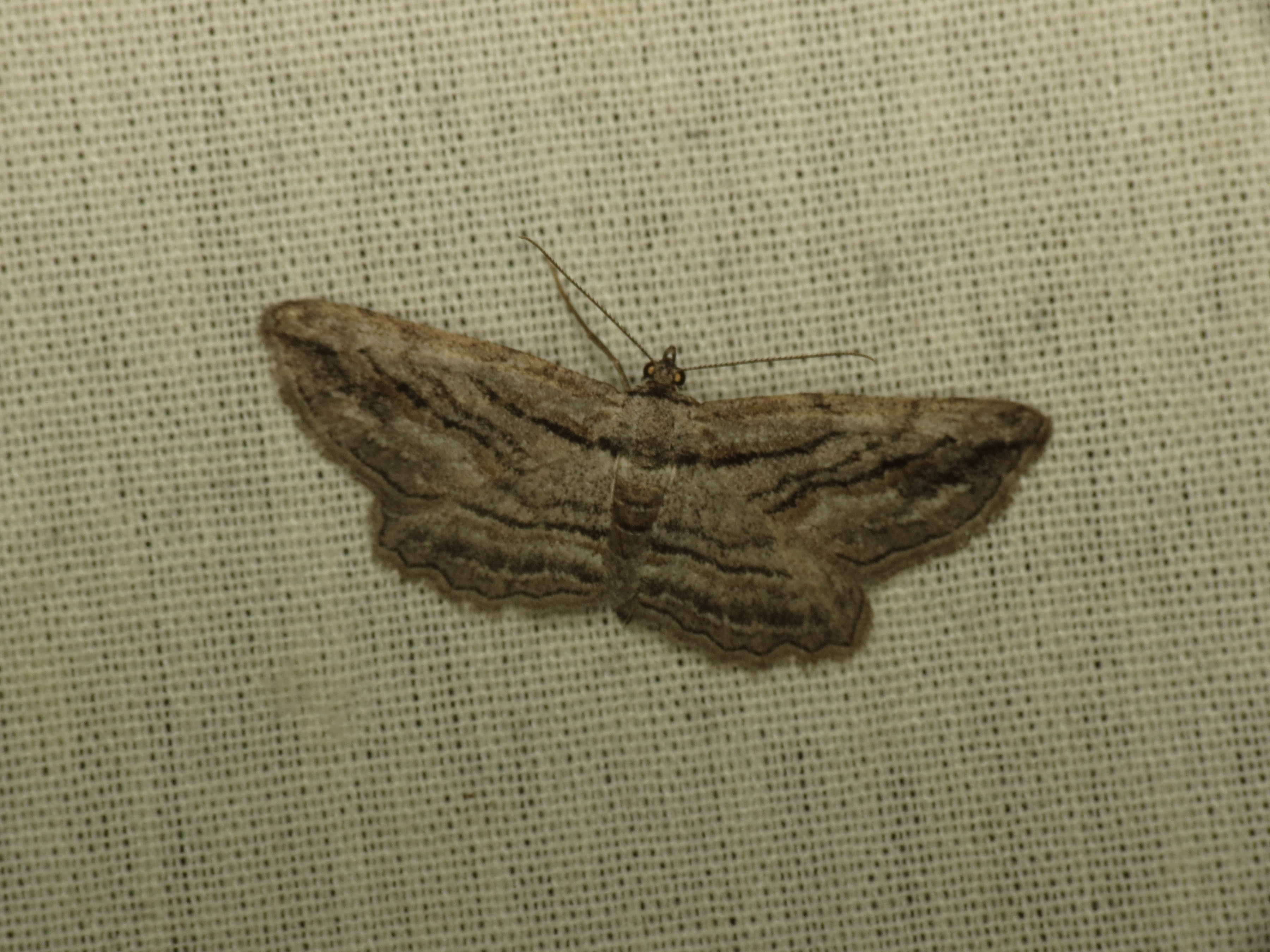

## Dottertaxa tillPterotaea, i alfabetisk ordning[1]
- Pterotaea agnesae
- Pterotaea agrestaria
- Pterotaea albescens
- Pterotaea aporema
- Pterotaea campestraria
- Pterotaea cariosa
- Pterotaea cavea
- Pterotaea cpmstocki
- Pterotaea crickmeri
- Pterotaea crinigera
- Pterotaea denticularia
- Pterotaea depromaria
- Pterotaea eureka
- Pterotaea euroa
- Pterotaea expallida
- Pterotaea glauca
- Pterotaea imperdata
- Pterotaea incompta
- Pterotaea lamiaria
- Pterotaea leuschneri
- Pterotaea lira
- Pterotaea macroceros
- Pterotaea melanocarpa
- Pterotaea miscella
- Pterotaea newcombi
- Pterotaea nota
- Pterotaea onscura
- Pterotaea opaca
- Pterotaea orinomos
- Pterotaea plagia
- Pterotaea powelli
- Pterotaea salvatierrai
- Pterotaea serrataria
- Pterotaea sperryae
- Pterotaea spinigera
- Pterotaea succurva
- Pterotaea systole
- Pterotaea tremularia
- Pterotaea tytthos